# Пальчиково
Пальчиково (баш. Пальчиков) — деревня в Бакалинском районе Республики Башкортостан Российской Федерации. Входит в состав Мустафинского сельсовета. 

## География

### Географическое положение
Расстояние до:
- районного центра (Бакалы): 28 км,
- центра сельсовета (Мустафино): 5 км,
- ближайшей ж/д станции (Туймазы): 63 км.

## Население
| 2002 | 2009 | 2010 |
| ---- | ---- | ---- |
| 23   | ↘16  | →16  |

Согласно переписи 2002 года, преобладающая национальность — русские (100 %).